# Joost Kool
Joost Kool (Nieuwerkerk aan den IJssel, 28 oktober 1988) is een Nederlandse langebaanschaatser met een specialisatie op de lange afstanden. Hij trainde bij de KNSB Zuid-Holland onder leiding van Wim den Elsen en Arnold van der Poel. In seizoen 2008 - 2009 debuteerde hij op het NK afstanden op de 5 en 10 kilometer waar hij op beide afstanden negende werd. Later dat jaar deed hij ook voor het eerst mee aan het NK allround waar hij zich niet kwalificeerde voor de slotafstand en eindigde op een twintigste plaats.

## Persoonlijke records
| Afstand      | Tijd     | Datum            | Baan       |
| ------------ | -------- | ---------------- | ---------- |
| 500 meter    | 37.92    | 27 december 2008 | Heerenveen |
| 1000 meter   | 1:14.54  | 14 december 2008 | Heerenveen |
| 1500 meter   | 1:52.41  | 28 december 2008 | Heerenveen |
| 3000 meter   | 3:52.93  | 5 oktober 2008   | Heerenveen |
| 5000 meter   | 6:34.86  | 31 oktober 2008  | Heerenveen |
| 10.000 meter | 13:48.89 | 2 november 2008  | Heerenveen |